# Nitroimidazol
Nítroimidazóli so skupina protimikrobnih učinkovin, ki delujejo baktericidno proti skoraj vsem anaerobnim bakterijam, učinkoviti pa so tudi pri nekaterih okužbah s praživalmi (trihomonoza, giardioza, ameboza ...). 
Glavni predstavnik nitroimidazolnih antibiotikov je metronidazol, novejša učinkovina iz te skupine pa je na primer tinidazol.
Nitroimidazolni antibiotiki selektivno vplivajo na dihalno verigo anaerobnih bakterij in praživali ter preprečujejo prenos elektronov. Torej vplivajo na presnovne procese, ki so bistveni ta tvorbo energije.